# 1741 w literaturze
Wydarzenia literackie w 1741 roku.

## Nowe książki
- Stanisław Konarski – De emendandis eloquentiae vitiis
- Henry Fielding – An Apology for the Life of Mrs. Shamela Andrews

## Urodzili się
- 31 stycznia − Theodor Gottlieb von Hippel Starszy, pruski pisarz (zm. 1796)
- 8 października – José Cadalso, hiszpański pisarz (zm. 1782)
- 15 listopada – Johann Caspar Lavater, szwajcarski poeta i kaznodzieja (zm. 1801)